# 777 Partners
Vous pouvez aider à l'améliorer ou bien discuter des problèmes sur sa page de discussion.
- Son texte doit être wikifié : il ne correspond pas à la mise en forme Wikipédia (style, typographie, liens internes, liens entre les wikis, etc.). (Marqué depuis octobre 2024)

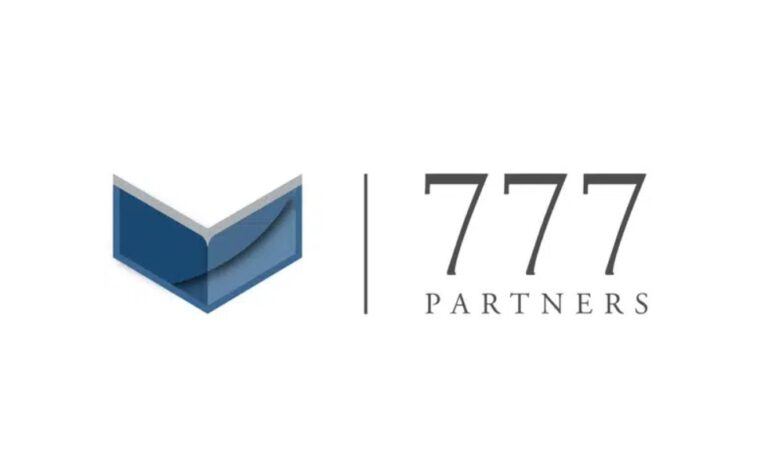
Logo de 777 Partners.

777 Partners est une société d'investissement privée américaine fondée en 2015, connue pour avoir acquis plusieurs clubs de football européens. Après des poursuites judiciaires pour fraude, l'entreprise fait faillite en 2024.

## Histoire
777 Partners est un fonds d'investissement américain fondé en 2015, qui a acquis plusieurs clubs de football, comme le Genoa CFC en Italie, le Standard de Liège en Belgique, le Red Star FC en France, le CR Vasco da Gama au Brésil et le Hertha BSC en Allemagne. Elle a détenu des participations minoritaires dans le Séville FC en Espagne et au Melbourne Victory FC en Australie. L'entreprise est propriétaire de l'équipe de basket-ball London Lions et détient une participation minoritaire importante dans la British Basketball League (BBL). Elle a également été actionnaire de la compagnie aérienne à bas prix Flair Airlines.
L'entreprise fait faillite en 2024.

## Controverses
777 a fait l'objet de poursuites judiciaires pour suspicions de non-paiement aux États-Unis, ainsi qu'en Belgique, où un tribunal a décidé que ses actifs pouvaient être saisis,.